# Indigofera huillensis
Indigofera huillensis är en ärtväxtart som beskrevs av Baker f. Indigofera huillensis ingår i släktet indigosläktet, och familjen ärtväxter. Inga underarter finns listade i Catalogue of Life.